# КОФАСЕ
КОФАСЕ (COFACE — от фр. Compagnie Française d'Assurance pour le Commerce Extérieur) — международная страховая компания, специализирующаяся в области страхования рисков, связанных с торговлей, внешнеэкономической деятельностью.
Страховая компания была основана государством в 1946 году для поддержки французских экспортёров. В 1994 году она была приватизирована. Акции обращаются на рынке. Контрольный пакет акций принадлежал банку Natixis, но в феврале 2020 года он продал часть своего пакета Arch Capital Group, сократив свою долю до 12,7 %.
Основным направлением деятельности компании является страхование кредитных рисков, связанных с неоплатой дебиторской задолженности покупателями.
В процессе своей деятельности компания собирает информацию о надёжности различных компаний, их финансовом положении для принятии решения о предоставлении или непредоставлении коммерческого кредита.
Кофасе ведёт свою деятельность в 67 странах, имеет 120 филиалов, имеет своих представителей в 224 городах. Число клиентов, пользующихся услугами страховщика во всём мире, превышает 135 000.
Подразделения сформированы по регионам:
- Северная Европа — Германия, Нидерланды, Дания, Швеция, Норвегия; выручка 298 млн евро, 631 сотрудник.
- Западная Европа — Франция, Бельгия, Швейцария, Великобритания, Ирландия; выручка 292 млн евро, 937 сотрудников.
- Центральная Европа — Австрия, Венгрия, Польша, Чехия, Румыния, Словакия, Словения, Литва, Болгария, Россия; выручка 143 млн евро, 655 сотрудников.
- Средиземноморье и Африка — Италия, Израиль, ЮАР, Испания, Португалия, Греция, Турция; выручка 395 млн евро, 634 сотрудника.
- Северная Америка — США, Канада; выручка 137 млн евро, 200 сотрудников.
- Латинская Америка — Мексика, Бразилия, Чили, Эквадор, Аргентина; выручка 67 млн евро, 205 сотрудников.
- Азиатско-Тихоокеанский регион — Австралия, Гонконг, Япония, Сингапур, Тайвань; выручка 119 млн евро, 134 сотрудника[2].

Из выручки 1,45 млрд евро за 2020 год страховые премии составили 1,27 млрд, комиссионные — 144 млн, доход от банковской деятельности — 58 млн, инвестиционный доход — 27 млн евро. Страховые выплаты составили 624 млн евро.